# 玛仁错
玛仁错是一个位于中国青海省海西蒙古族藏族自治州的湖泊，面积约为1.2平方千米，属于青藏高原。它的一级流域为黄河流域，二级流域为黄河干流水系。